# Anne-Marie Homolle
Anne-Marie Homolle, née le 13 mai 1912 à Sidi-Fredj en Algérie et décédée le 6 septembre 2006 à Annecy, est une botaniste française.

## Biographie
Elle fait ses études sur la carpologie des Daucinae et d'autres plantes nord-africaines à la faculté des sciences d'Alger.  
Elle travaille au sein du laboratoire de phanérogamie du Muséum national d'histoire naturelle. Elle collecte des plantes au Congo et principalement à Madagascar. Elle identifie au moins 260 espèces de plantes originaires de Madagascar, et deux genres sont nommés en son honneur : Homollea et Homolliella. 
Elle épouse Maurice Le Genissel en 1946.
Elle est membre de la Société botanique de France de 1936 à son décès.